# Direktiv om ophavsret på det digitale indre marked
Europa-Parlamentets og Rådets Direktiv om ophavsret på det digitale indre marked er et direktiv, 
der søger at reformere lovgivningen omkring ophavsretten på baggrund af nye udviklinger i den digitale teknologi.
Europa-Parlamentet stemte for direktivforslaget den 26. marts 2019 og direktivet blev herefter endeligt vedtaget ved godkendelse i Rådet og udstedt den 17. april 2019.
Direktivet og specielt dets artikel 17 om "Udbydere af onlineindholdsdelingstjenesters anvendelse af beskyttet indhold" og artikel 12 om "Beskyttelse af pressepublikationer med henblik på onlineanvendelse" er blevet mødt med kritik fra flere sider, bl.a. for at begrænse ytringsfriheden.
Direktivet skal implementeres i medlemslandene senest den 7. juni 2021.